# ضيق منشلين (السدة)

تعديل مصدري - تعديل

ضيق منشلين محلة تابعة لقرية بيت نصاري، التابعة لعزلة العرافة بمديرية السدة إحدى مديريات محافظة إب في الجمهورية اليمنية.، بلغ تعداد سكانها 57 حسب تعداد اليمن لعام 2004.